# Sebastiano Gallina
Sebastiano Gallina (Cortemilia, 5 ottobre 1873 – Orbassano, 9 gennaio 1945) è stato un generale italiano, veterano delle operazioni coloniali del Regio Esercito. Partecipò alla guerra italo-turca, alla grande guerra, e alla guerra d'Etiopia, e dopo l'entrata in guerra del Regno d'Italia, avvenuta il 10 giugno 1940, comandò il Corpo d'armata libico nella fasi dell'invasione italiana dell'Egitto (9-16 settembre 1940), venendo catturato dalle forze inglesi il 10 dicembre dello stesso anno. Decorato con tre Medaglie d'argento e tre di bronzo al valor militare.

## Biografia
Nacque a Cortemilia il 5 ottobre 1873, figlio di Patrizio e Camilla Genina. Arruolatosi nel Regio Esercito, fu assegnato all'arma di fanteria. Con il grado di tenente, e in forza al 18º Reggimento fanteria "Acqui", combatté nella guerra italo-turca, distinguendosi nella battaglia di Sciara-Sciat (9 novembre 1911), dove fu decorato con una Medaglia di bronzo al valor militare. Rimasto in Libia anche dopo la fine del conflitto, prese parte alle operazioni di controguerriglia, partecipando nel 1914 allo sfortunata spedizione di conquista del Fezzan diretta dal colonnello Antonio Miani.
Ritornato in Italia, partecipò alla Grande guerra, distinguendosi come tenente colonnello di stato maggiore, assegnato al V Corpo d'armata, nei giorni della battaglia di Caporetto, dove rimase ferito due volte, e fu decorato con una Medaglia d'argento al valor militare. Dopo la fine del conflitto ritornò in Africa Settentrionale Italiana, assegnato al Regio corpo truppe coloniali della Tripolitania, e partecipò alla operazioni di riconquista della Colonia. In forza al 2º Battaglione libico, si distinse negli scontri di Ras El Gattara (21-22 febbraio 1923) e Beni Ulid (27 dicembre 1923), venendo decorato di due Medaglie di bronzo al valor militare. Promosso colonnello, verso la fine degli anni venti assunse il comando del 43º Reggimento fanteria "Forlì", ma poi lasciò l'esercito.
Ritornò in servizio attivo il 10 marzo 1935, mandato in Eritrea in vista dello scoppio della guerra d'Etiopia. Con il grado di generale di brigata fu al comando della 1ª Brigata Mista Eritrea; quando, occupata Dessiè, fu decisa la marcia sulla capitale Addis Abeba, gli venne affidato il comando di una colonna fiancheggiante, costituita appunto dalla 1ª Brigata Mista Eritrea. La colonna "Gallina" giunse per prima in vista di Addis Abeba dopo oltre 400 chilometri di marcia a piedi in difficilissime condizioni. Dopo la conquista della capitale, alla sua Brigata fu affidato il compito della protezione della ferrovia per Gibuti.
Promosso generale di divisione per merito di guerra nel 1936, rimase ancora nell'Impero in quanto ormai comandante esperto in ambito coloniale. Si distinse durante le operazioni di controguerriglia, venendo decorato di ulteriori due Medaglie d'argento al valor militare. Il 4 aprile 1939  fu promosso generale di corpo d'armata e il 13 settembre di quell'anno assunse il comando del Sud libico. Si trovava in Africa settentrionale all'entrata in guerra del Regno d'Italia, avvenuta il 10 giugno 1940. Il 6 luglio 1940 nonostante l'età avanzata (66 anni), fu posto al comando del Corpo d'armata libico (1ª e 2ª Divisione libica, Raggruppamento "Maletti"), con cui partecipò all'invasione italiana dell'Egitto (9-16 settembre 1940). 
Una volta conquistata Sidi el Barrani (16 settembre), la 10ª Armata del generale Mario Berti si attestò a difesa.
Permase in Egitto con le sue unità in zona occupata, ma fu sconfitto e catturato come prigioniero di guerra, nel corso della controffensiva inglese, il 10 dicembre seguente. Trasferito subito in India e rinchiuso nel campo di concentramento per generali di Dehradun insieme all'impressionante numero di prigionieri italiani catturati in quelle fasi (130.000 uomini), ebbe tali problemi di carattere medico che costrinsero le autorità inglesi ad un suo rimpatrio per motivi umanitari nel marzo 1943, ormai settantenne, trasportato a bordo della nave ospedale inglese Talamba per tramite delle autorità turche.
Rientrato in Italia, si ritirò a vita privata a Trana, vicino a Torino, ma fu ucciso per un mitragliamento aereo alleato sul treno dove viaggiava per Orbassano, nella tratta Giaveno-Torino, negli ultimi mesi del conflitto, il 9 gennaio 1945.